# Liebe lieber indisch
Liebe lieber indisch (Originaltitel: Bride & Prejudice) ist ein in britisch-US-amerikanischer Koproduktion entstandener Film der Regisseurin Gurinder Chadha aus dem Jahr 2004. Die Vorlage bildete der Roman Stolz und Vorurteil von Jane Austen.

## Handlung
Die Mittelstands-Familie Bakshi aus der indischen Stadt Amritsar hat vier wunderbare Töchter: Jaya, Lalita, Maya und Lakhi. Mama Bakshi will ihre Töchter so schnell wie möglich unter die Haube bringen. Als der charmante Auslandsinder Balraj Bingley mit seinem Freund William Darcy zu Besuch kommt, findet Mama Bakshi, dass Balraj die perfekte Partie für Jaya wäre. Jaya selbst findet auch Gefallen an ihm und er fühlt für sie das Gleiche.
Dem arroganten, reichen, amerikanischen Hotelbesitzer William Darcy, der nicht gerade ein „Indien-Fan“ ist, gehen die indischen Volkstänze ziemlich auf den Geist. Kein Wunder, dass er von Lalita einen Korb bekommt. Doch dann muss Lalita ihn, Balraj, Jaya und Balrajs Schwester Kiran auf eine Reise in die Stadt Goa begleiten und lernt dort den mittellosen Amerikaner Johnny kennen. Johnny ist der Sohn von Darcys früherem Kindermädchen und erzählt Lalita, dass Darcy ihn schlecht behandelt habe.
Zurück in Amritsar hat Mama Bakshi schon Pläne mit Lalita, sie soll Mr. Kholi, einen Inder, der in den USA zu Geld gekommen ist, heiraten. Doch Mr. Kholi ist ein ziemlich nervender und arroganter Zeitgenosse, mit dem Lalita nichts zu tun haben will. Dann taucht Johnny wieder auf und flirtet mit Lalita, macht aber viel mehr Eindruck auf ihre kleine Schwester Lakhi. Gleichzeitig kann Lalita nicht aufhören, an Darcy zu denken.
Schließlich reisen Darcy und Balraj ab und Balraj meldet sich nicht mehr bei Jaya, worüber die ganze Familie Bakshi sehr enttäuscht ist. Auch Johnny verschwindet wieder. Lalita gelingt es derweil, Mr. Kholi abzuwimmeln, der daraufhin Lalitas bester Freundin Chandra Lamba einen Heiratsantrag macht, den diese annimmt.
Die ganze Familie Bakshi ist zur Hochzeit von Mr. Kholi und Chandra Lamba in Kalifornien eingeladen. Zunächst fliegt die Familie nach London, um Balraj wiederzutreffen, der jedoch abwesend ist. Stattdessen trifft sich Lakhi dort heimlich mit Johnny. In Kalifornien begegnet Lalita Darcy wieder, dem das Hotel gehört, in dem die Hochzeit stattfindet. Lalita und Darcy kommen sich immer näher und verleben eine romantische Zeit, doch dann erfährt Lalita von Darcys Schwester Georgie, dass es Darcy war, der seinem Freund Balraj geraten hat, sich nicht mehr bei Jaya zu melden. Lalita wendet sich daraufhin von Darcy ab, obwohl dieser ihr seine Liebe gesteht.
Die Familie Bakshi fliegt wieder nach London. Dort verlässt Lakhi mit einer Lüge das Haus und brennt mit Johnny durch. Kurz darauf kommt Darcy an. Er entschuldigt sich für seine Fehler bei Lalita und erklärt ihr, dass er Balraj nur geraten hat, sich nicht mehr bei Jaya zu melden, weil er dachte, dass sie nur aus familiären Zwang mit ihm zusammen wäre. Außerdem erzählt Darcy die Wahrheit über Johnny: dieser hat vor Jahren Georgie geschwängert und wollte sie heiraten, um an das Erbe der Familie zu kommen.
Lalita und Darcy suchen nach Lakhi und können sie schließlich nach Hause holen. Nach Ausräumung aller Missverständnisse feiern Jaya und Balraj und Lalita und Darcy eine indische Doppelhochzeit.

## Kritiken und Sekundärliteratur
„Liebe lieber mit großem Chor – hemmungslos kitschig, unverschämt komisch, und mittendrin die schönste Frau der Welt.“

“All the subtlety, all the light and shade, all the dark undercurrents of loneliness and helplessness have been merrily chucked overboard, as if Chadha can't see a nuance without giving it the heave-ho. […] A complex adult novel has been used as the pretext for a low-octane and glassy-eyed Bollywood romp, at a shorter length than usual and without balancing the romcom jollity with any of the genre's usual heartfelt and ingenuous moments of seriousness.”

„All die Subtilität, all das Licht und der Schatten, all die dunklen Unterströmungen der Einsamkeit und Hilflosigkeit wurden fröhlich über Bord geworfen, als ob Chadha keine Nuance sehen kann, ohne ihr den Schwung zu geben. […] Ein komplexer Roman für Erwachsene wurde als Vorwand für ein Bollywood-Toben mit niedriger Oktanzahl und glasigen Augen verwendet, das kürzer als gewöhnlich ist und ohne die Lustigkeit einer romantischen Komödie mit einem der üblichen herzlichen und genialen Momente des Ernstes des Genres in Einklang zu bringen.“

Bert Rebhandl (FAZ) bedauert „"Bride and Prejudice" heißt der Film von Gurinder Chadha im Original - die Brautschau beginnt mit Vorurteilen. Im deutschen Verleih ist daraus "Liebe lieber indisch" geworden. Die Anspielung auf Jane Austens Buch "Stolz und Vorurteil" ist dabei verlorengegangen - und damit der ganze Sitz im Leben dieses Films.“
Philip French (Observer) klingt enttäuscht, wenn er meint, „Chadha ist ein Publikumsmagnet, und die Hauptmerkmale ihres neuen Films sind eher populistischer Vorwitz und kosmopolitischer Chic als subtile soziale Beobachtung. Indem Chadha gleichzeitig das Bombay-Kino hochnimmt und feiert, versucht sie, ihren Chapati [Anm. Fladenbrot] zu essen und zu behalten.“  Und er fragt „Sehen wir uns eine Parodie eines Bollywood-Musicals oder eine Pastiche an? Sollen wir die breitgefächerten Effekte, die musikalischen Routinen und das grobe Schauspiel lustig finden, weil sie so naiv sind?“

„Chadha, is a crowd-pleaser, and the chief characteristics of her new film are populist cheek and cosmopolitan chic rather than subtle social observation. In simultaneously sending up and celebrating Bombay cinema, Chadha is trying to have her chapati and eat it. 'It is a truth universally acknowledged,  Are we watching a parody of a Bollywood musical, or a pastiche? Are we intended to find the broad effects, the musical routines, the crude acting funny because they're so naive?“
Weitere Rezeptionen
- Suchitra Mathur im Media Culture Journal[7] (umfangreich)
- Cheryl A. Wilson (2006). „Bride and Prejudice. A Bollywood Comedy of Manners“. Literature / Film Quarterly 34.4, 323–331. findarticles.com

## Auszeichnungen
- 2004 wurde der Film in zwei Kategorien bei den British Independent Film Awards nominiert.

## Dies und Das
- Während des Abspanns des Films sieht man Poster aus Kuch Kuch Hota Hai – Und ganz plötzlich ist es Liebe.
- Dies war der erste englischsprachige Film von Aishwarya Rai.
- Kareena Kapoor lehnte ein Rollenangebot (wahrscheinlich Jaya oder Chandra) ab.
- Ashanti und Alexis Bledel (bekannt aus der Serie Gilmore Girls) hatten Kurzauftritte.
- Der Film wurde in den USA, in England und in Indien gedreht.